# Giselle Gómez Rolón
Pour les articles homonymes, voir Rolón.
Giselle Gómez Rolón, née à Buenos Aires, Argentine, le 30 octobre 1988 est une modèle argentine, fille de spectacle et panéliste. 

## Biographie
Giselle a commencé sa carrière de mannequin à 19 ans. Elle a également eu de petits rôles théâtraux. Elle était panéliste des émissions Tiempo Extra de TyC Sports et Uno más uno tres de Canal 26, mais elle s'est fait connaître en posant nue pour le journal Diario Popular et plus tard pour le magazine Playboy argentin. En janvier 2016, elle s'est rendue au Chili, où elle a participé à l'émission Toc Show sur UCV Television. Elle a remporté la deuxième place au concours de beauté Miss Reef et a été candidate à la reine du festival de Viña del Mar  où elle a obtenu la troisième place. 

## Télévision
- 2012-2014 Tiempo Extra TyC Sports
- 2013 Animales Sueltos América
- 2013-2015 Uno más uno tres Canal 26
- 2014 Secretos de una obsesión (chapitres 8 et 9) Playboy TV
- 2015 El Hotel de Nino Playboy TV
- 2016 Toc Show UCV Television
- 2016 Todos juegan UCV Télévision
- 2016 El show después del late Vive
- 2016 Primer Plano Chilevisión
- 2016 Morandé con Compañía Mega